# هریستیانا تودورووا
هریستیانا تودورووا (بلغاری: Християна Тодорова؛ زادهٔ ۲۸ نوامبر ۱۹۹۴) ژیمناست اهل بلغارستان است.